# Grifo-eurasiático

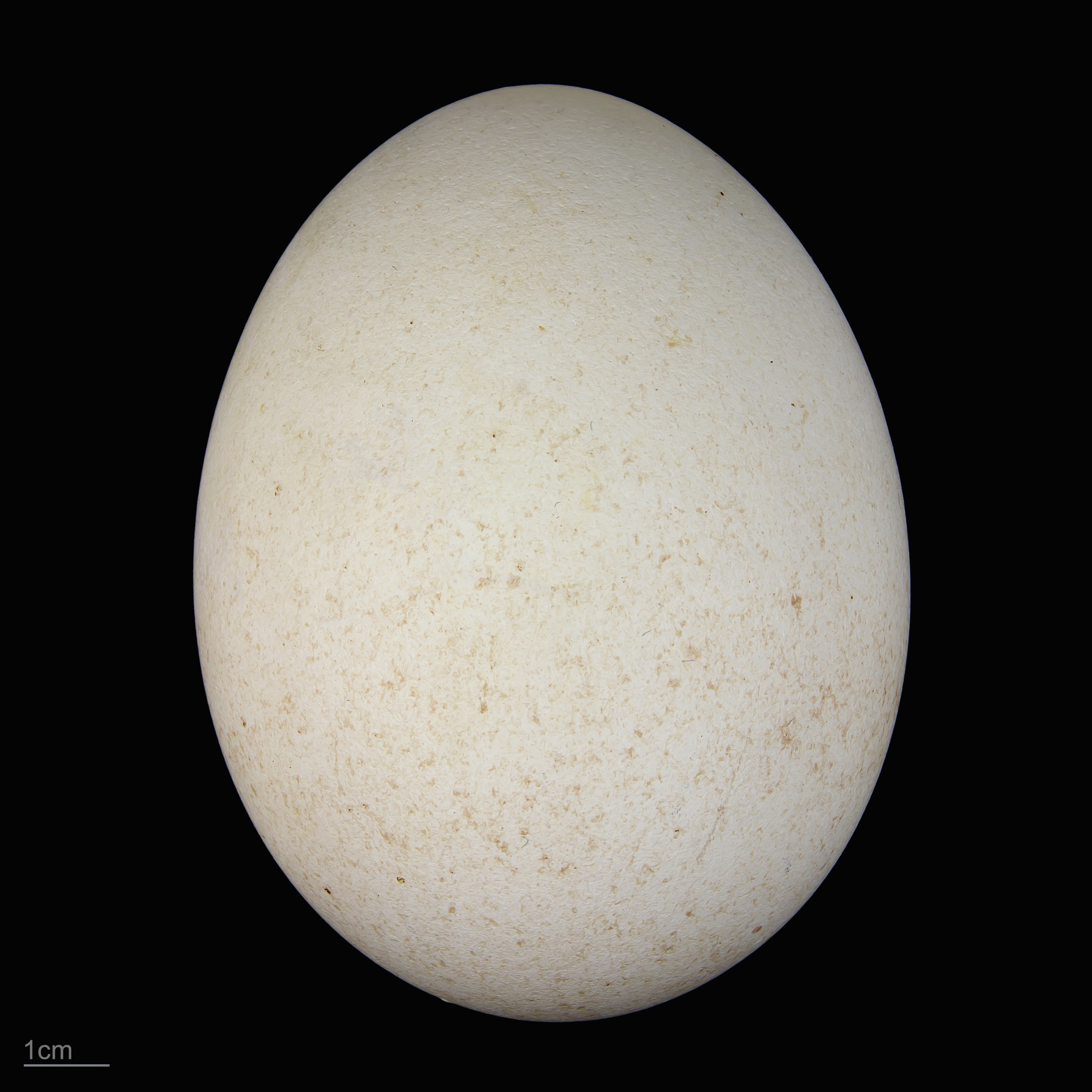
Gyps fulvus - MHNT

O Gyps fulvus, comummente conhecido como grifo-eurasiático ou simplesmente grifo, é um abutre que ocorre nas montanhas do sul da Europa, do sudoeste asiático e da África.

## Nomes comuns
Dá ainda pelos seguintes nomes comuns: abutre-fouveiro, abetarda, fouveiro, brita-ossos (não confundir com o Gypaetus barbatus, que consigo partilha este nome) e abutre-leonado.

## Descrição
Tais abutres chegam a medir até 1 metro de comprimento e 2,7 metros de envergadura, e pesam de 6 a 12 kg.

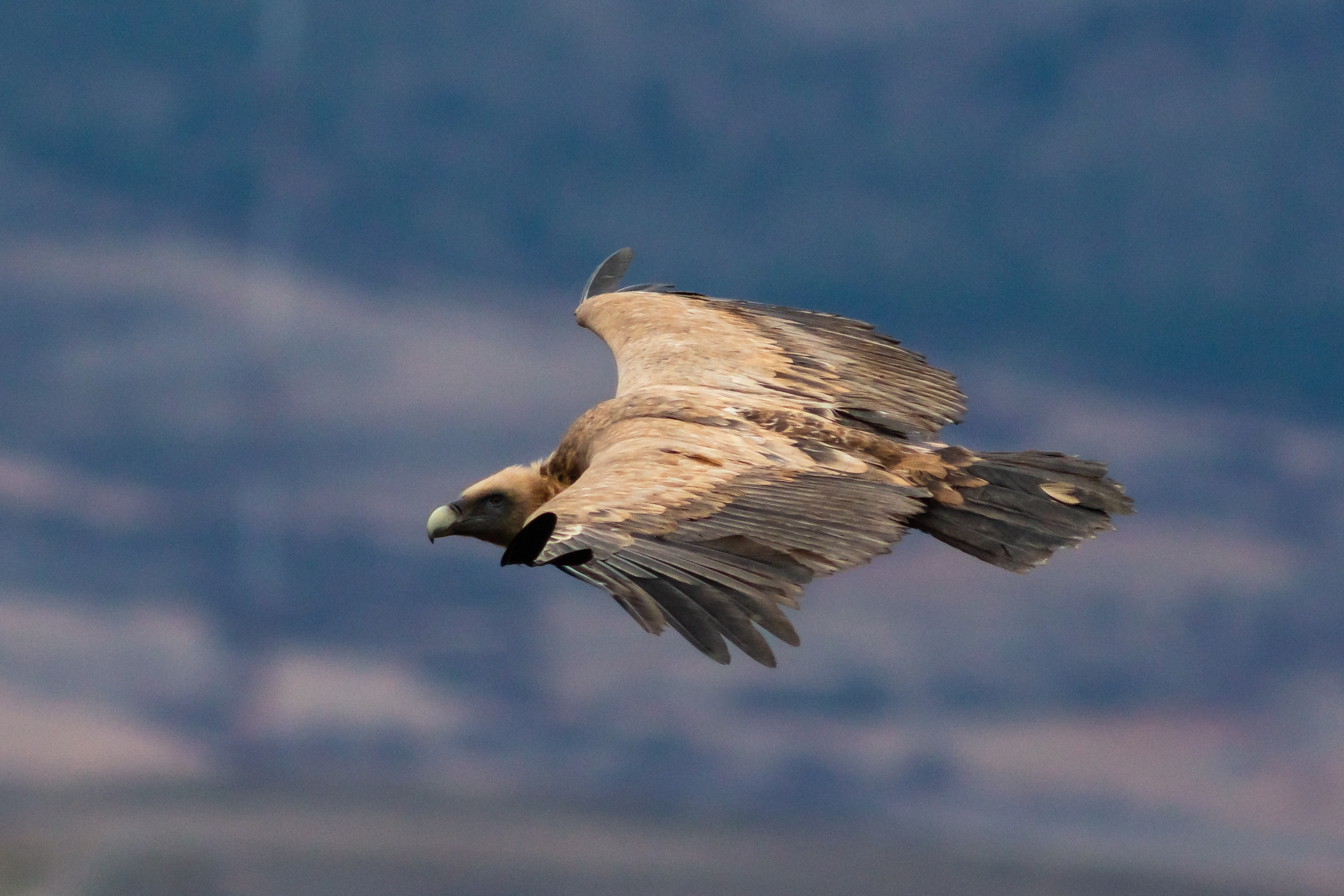
Grifo em voo.

Alimenta-se quase exclusivamente de carniça, passando longo tempo a pairar alto no céu à procura de cadáveres, voando em círculos. Em voo tem uma silhueta típica, enormes asas, muito maiores que o corpo, cauda curta e arredondada, completamente aberta, e pescoço encolhido. É normalmente gregário e estabelece colónias de até 200 casais. Registaram-se casos raros de grifos atacarem presas vivas, especialmente animais jovens, fracos ou doentes, sendo esta prática extremamente excepcional.
A parte superior e inferior do corpo apresenta uma cor castanha clara, distinguindo-se as rémiges e a cauda pretas. O pescoço apresenta um colar espesso de penas claras na base, sendo depois coberto de pequenas penas brancas até à cabeça, com um aspecto lanoso. Tem patas cinzentas bastante débeis, pois não as usa para agarrar as presas como as águias.
Nidifica em saliências ou fendas de escarpas rochosas, construindo um ninho de gravetos e ervas. Em uma postura anual, entre Janeiro e Junho, põe um só ovo, branco, que eclode ao fim de 48 a 54 dias. A cria demora 110 a 115 dias até ter condições de realizar o primeiro voo. Os dois progenitores revezam-se a incubar o ovo e depois, a alimentar a cria. Ao contrário de outras aves, esta, se não receber a quantidade de alimento necessária, é incapaz de atrasar o seu crescimento, morrendo de inanição.

## Distribuição
Na Península Ibérica o seu número tem vindo a crescer desde 1980, quando existiam apenas cerca de 1000 exemplares. No entanto, desde que as normas da UE proíbem o abandono de gado morto no campo, sobretudo a partir da crise das vacas loucas, o alimento para estes animais diminuiu, o que deu origem à diminuição da sua população no resto da Europa.

### Portugal
Em Portugal, o grifo distribui-se sobretudo pelas zonas fronteiriças. As principais colónias situam-se no Parque Natural do Douro Internacional, no Parque Natural do Tejo Internacional, nas Portas de Ródão e no Parque Nacional da Peneda Gerês também existindo alguns especimens na Serra de São Mamede mais a sul.